# Joseph Mondello
Joseph Nestor Mondello (Nueva York, 13 de febrero de 1938 - 1 de agosto de 2022) fue un político y diplomático estadounidense que se desempeñó como embajador de Estados Unidos en Trinidad y Tobago de 2018 a 2021. Anteriormente se desempeñó como presidente del Comité Estatal Republicano de Nueva York hasta septiembre de 2009 y como presidente del Comité Republicano del Condado de Nassau desde 1983 hasta el 24 de mayo de 2018.
Mondello era abogado de la firma Berkman, Henoch, Peterson y Peddy de Garden City, Nueva York y tenía el rango de Mayor General en la Guardia de Nueva York. Fue supervisor municipal de Hempstead, Nueva York además de abogado, profesor universitario, maestro de escuela secundaria y oficial de libertad condicional. Se desempeñó como subcomandante de la Guardia de Nueva York y también sirvió en el Ejército, la Armada y la Fuerza Aérea de los Estados Unidos.

## Biografía
Mondello nació en Brooklyn, Nueva York el 13 de febrero de 1938; su madre era puertorriqueña y su padre, Joseph Mondello, tenía ascendencia siciliana. Al graduarse de la escuela secundaria, Mondello ingresó a la Guardia Nacional Aérea como aviador de 1955 a 1956, y se transfirió al Ejército de los Estados Unidos como cabo de infantería de 1956 a 1958. Después de ser dado de baja con honores, Mondello asistió a la Universidad Hofstra y obtuvo su licenciatura en artes en 1962. Después de graduarse, Mondello trabajó como maestro en el sistema escolar de East Meadow y luego se convirtió en oficial de libertad condicional en el condado de Nassau. Regresaría más tarde a su alma mater para enseñar como profesor adjunto de gobierno.
Sus actividades como oficial de libertad condicional lo impulsaron a volver a estudiar derecho y, en 1966, Mondello ingresó a la Escuela de Derecho de Nueva Inglaterra. Mondello se distinguió durante su permanencia en la escuela de derecho; fue nombrado para la revisión de derecho después de su primer semestre, un honor que rara vez se otorga a un estudiante de derecho de primer año. Se graduó en 1969 y, después de aprobar el examen de la barra, se unió al bufete de abogados de Flaum, Imbarrato y Mondello, con sede en Levittown.
Posteriormente se desempeñó en una serie de cargos legales, incluido el de abogado de la Legislatura del Estado de Nueva York y el de Fiscal Asistente de Distrito en las Oficinas de Quejas, Delitos Graves y Juicios. Más tarde se desempeñaría como agente especial en la Oficina de Inteligencia Naval de Estados Unidos. En 1975 se postuló y fue elegido para la Legislatura propuesta del condado de Nassau, pero debido a que el electorado no aprobó un referéndum que estableciera una forma legislativa de gobierno en el condado, nunca se desempeñó en esa capacidad.
De 1979 a 1987, Mondello se desempeñó como Concejal de Hempstead, Nueva York. En enero de 1987, Mondello fue nombrado supervisor de Hempstead. Luego fue reelegido por amplios márgenes en 1987, 1989 y 1991. En 1984, Mondello se convirtió en presidente del Comité Republicano del Condado de Nassau, cargo que ocupó antes de renunciar en mayo de 2018.
En marzo de 2018, fue nominado por Donald Trump para ser embajador de Estados Unidos en Trinidad y Tobago. Fue confirmado para el cargo por el Senado de los Estados Unidos el 28 de junio de 2018 y designado el 2 de julio. Mondello presentó sus cartas credenciales a la presidenta Paula-Mae Weekes el 22 de octubre de 2018. Renunció el 13 de enero de 2021.
Falleció el 1 de agosto de 2022, a la edad de 84 años.